# Kazimierz Parzonko

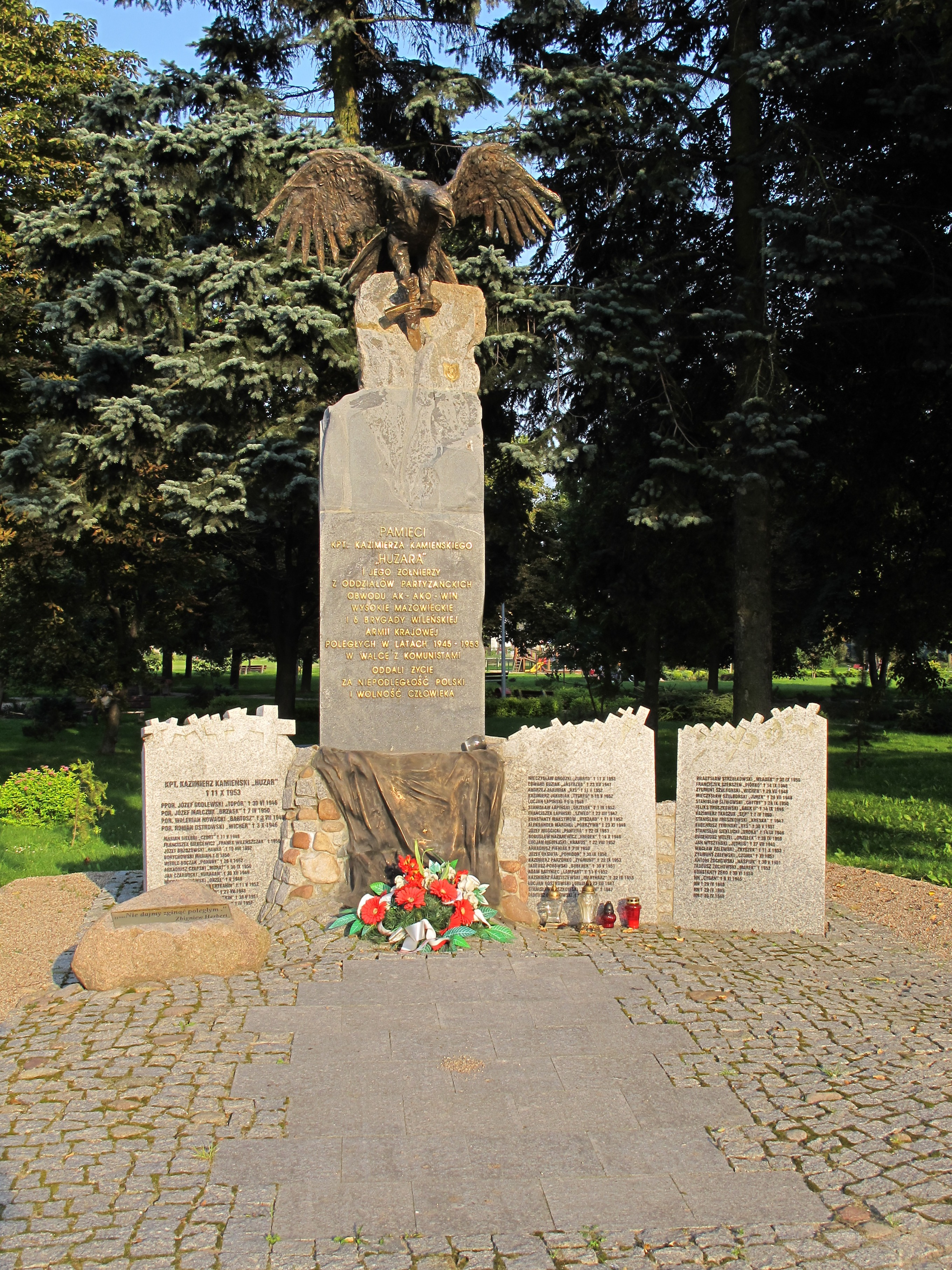
Pomnik poświęcony Kazimierzowi Kamieńskiemu i żołnierzom 6 Brygady Wileńskiej w Wysokiem Mazowieckim. Wśród żołnierzy wymieniony jest również Kazimierz Parzonko

Kazimierz Parzonko pseud.: Wichura, Zygmunt (ur. ?, zm. 22 września 1953 w Białymstoku) – żołnierz Armii Krajowej, podoficer Zrzeszenia Wolność i Niezawisłość, sierżant 6 Partyzanckiej Brygady Wileńskiej, dowódca patrolu tej Brygady, żołnierz wyklęty.

## Życiorys
W okresie okupacji niemieckiej służył w szeregach ZWZ i Armii Krajowej. Po wojnie, od 1946 roku walczył w szeregach 5 Brygady Wileńskiej Zygmunta Szendzielarza „Łupaszki”. Z nim przyłączył się do 6 Brygady Wileńskiej, w której walczył w pododdziale Adama Ratyńca „Lamparta”. Od września 1951 roku dowodził własnym patrolem, w którym walczyli m.in.: kpr. Wacław Zalewski „Zbyszek” i Józef Mościcki „Pantera”.
Do niektórych akcji, w których uczestniczył lub dowodził Parzonko, należały:
- w nocy z 30 kwietnia na 1 maja 1951 roku w Zajęcznikach  – zastrzelenie organizatorów ORMO na tym terenie, członków PZPR: Aleksandra Burzyńskiego – przewodniczącego Gminnej Rady Narodowej i Michała Lejzorowicza – gminnego komendanta ORMO
- 30 lipca 1951 w Przybyszynie – zastrzelenie Franciszka Jasińskiego – gminnego komendanta ORMO, członka PZPR.

Oddział Parzonki był we wrześniu 1952 roku ostatnim zwartym oddziałem 6 Wileńskiej Brygady walczącym z komunistycznym wrogiem. W listopadzie 1952 roku w wyniku kombinacji operacyjnej UB aresztowano ostatnich żołnierzy z 6 Wileńskiej Brygady: Mieczysława Grodzkiego „Żubryda”, Józefa Kostro „Pawła”, Tadeusza Kryńskiego „Rokitę”, Józefa Mościckiego „Panterę”, Kazimierza Parzonkę „Wichurę”, „Zygmunta” i Kazimierza Radziszewskiego „Marynarza”. Dnia 31 marca 1953 roku na sesji wyjazdowej w Ciechanowcu zapadł wyrok w sprawie czterech żołnierzy: Kazimierza Parzonki „Zygmunta”, Kazimierza Radziszewskiego „Marynarza”, Józefa Mościckiego „Pantery” oraz Józefa Kostro „Pawła”: „Zygmunt” – 8-krotna kara śmierci, „Marynarz” – 4-krotna kara śmierci, „Paweł” – 3-krotna kara śmierci, „Pantera” – 4-krotna kara śmierci. Pozostałych aresztowanych skazano w Warszawie. W uzasadnieniu wyroku pisano: Z uwagi na wszechstronną działalność kontrrewolucyjną typu faszystowskiego po stronie wszystkich wyżej wymienionych skazanych, wysokie napięcie złej woli uwydatnione w bestialskim sposobie dokonywania mordów. Sąd jest zdania, że żaden ze skazanych na karę śmierci w tej sprawie nie zasługuje na ułaskawienie. (...) skazani sami wykluczyli się ze społeczeństwa ludowego i nie można liczyć na ich reedukację, a więc na łaskę nie zasługują. (...) Mimo szeregów aktów łaski władzy ludowej w postaci ustaw amnestyjnych 1945 r. i 1947 r. z okazji do powrotu na drogę normalnego życia nie skorzystali, w dalszym ciągu podnosząc bandycką łapę na tą władzę, aż do ich ujęcia w końcu listopada 1952 r. Mając powyższe na uwadze skład sądzący staje na stanowisku, że skazani sami wykluczyli się ze społeczeństwa ludowego i nie można liczyć na ich reedukację, a więc na łaskę nie zasługują. Po odmowie Rady Państwa skorzystania z prawa łaski 22 września 1953 roku zastrzeleni zostali w białostockim więzieniu: Kazimierz Parzonko „Zygmunt”, Kazimierz Radziszewski „Marynarz” i Józef Mościcki „Pantera”. Pozostali skazani na śmierć, czyli Mieczysław Grodzki „Żubryd”, Józef Kostro „Paweł”, Tadeusz Kryński „Rokita” oraz dowódca 6 Wileńskiej Brygady, Kazimierz Kamieński „Huzar” zostali zastrzeleni w tym więzieniu 11 października 1953 roku.

## Upamiętnienie
W Wysokiem Mazowieckim odsłonięto pomnik upamiętniający Kazimierza Kamieńskiego, oficerów i żołnierzy 6 Wileńskiej Brygady. Wśród poległych wymieniony jest również Kazimierz Parzonko.
Postanowieniem prezydenta RP Lecha Kaczyńskiego z 9 listopada 2007 roku „za wybitne zasługi dla niepodległości Rzeczypospolitej Polskiej” Kazimierz Parzonko został pośmiertnie odznaczony Krzyżem Komandorskim z Gwiazdą Orderu Odrodzenia Polski, a przekazanie orderu rodzinie odbyło się 11 listopada tego samego roku w czasie uroczystości z okazji Narodowego Święta Niepodległości.